# 1856 au Nouveau-Brunswick
Chronologie du Nouveau-Brunswick
- 1852
- 1853
- 1854
- 1855
- 1856
- 1857
- 1858
- 1859
- 1860

Cette page concerne des événements d'actualité qui se sont produits durant l'année 1856 dans la colonie du Nouveau-Brunswick.

## Événements
- 1er mai : Woodstock devient officiellement une ville.
- 21 juin : John Hamilton Gray succède à Charles Fisher comme premier ministre du Nouveau-Brunswick.

## Naissances
- 18 décembre : Charles Labillois, député